# Ancylopus phungi borealior
Ancylopus phungi borealior es una subespecie de coleóptero de la familia Endomychidae.

## Distribución geográfica
Habita en China.